# Трухильо, Тай
Тай Трухильо (англ. Tye Trujillo) — американский бас-гитарист, участник молодёжной рок-группы The Helmets. В 2017 году в двенадцатилетнем возрасте присоединился к ню-метал группе Korn в гастрольном туре по Южной Америке. Сын бас-гитариста Metallica Роберта Трухильо.

## Биография
По словам Роберта Трухильо, он никогда не заставлял сына заниматься музыкой, но был готов помочь, если ребёнок сам этого захочет. Вначале у Тая были игрушечные барабаны. Позже у него появилась маленькая пластиковая гитара, с которой он не расставался.
В восьмилетнем возрасте Тай Трухильо начал свои выступления в рок-группе The Helmets. Тай пошёл по стопам отца и взял в руки бас-гитару. Помимо этого в состав группы вошли Бастиан Эванс (гитара), Кай Неукерманс (барабаны) и Брайан Ферретти (вокал). Несколько лет ребята играли вместе как кавер-композиции Nirvana, Джими Хендрикса, Metallica, Ramones, Queens Of The Stone Age, Black Sabbath, так и несколько собственных песен, таких как «Pop Sucks!» и «Thrash Doom». Музыкальные пристрастия The Helmets включали в себя метал, гранж, панк-рок и классический тяжёлый рок. В 2015 году The Helmets выступили в детской части фестиваля Lollapalooza, так называемой Kidpalooza.
В 2017 году Тай Трухильо временно присоединился к группе Korn, заменив основного басиста группы Реджинальда Арвизу (Филди) во время концертов в Колумбии, Бразилии, Аргентине, Чили и Перу. Тур начался 17 апреля 2017 года в Боготе, Колумбия. Последний из шести концертов тура состоялся 27 апреля; в этот день Korn выступили в Сантьяго, Чили. По заявлению музыкантов Korn, основной басист группы не смог принять участие в туре по непредвиденным обстоятельствам, тем не менее они рады возможности сыграть с юным дарованием в рамках тура по Южной Америке. Трухильо-старший наблюдал за выступлениями сына со стороны на протяжении всего тура, а на последнем концерте даже присоединился к Korn на сцене для совместного выступления.
Обстоятельства, при которых юный Тай Трухильо попал во «взрослый» рок-н-ролл не являются уникальными. Так, например, Дерек Тракс, бывший гитарист The Allman Brothers Band и один из основателей The Tedeschi Trucks Band, также начал играть в группе своего дяди Бутча Тракса в юношеском возрасте.
В августе 2017 года вышел 15-минутный документальный фильм «Korn and the Prodigy Son», рассказывающий об обстоятельствах совместного турне Тая Трухильо и группы Korn.